# Rəfiqə Şabanova
Rəfiqə Şabanova   (Bakú, 31 d'octubre de 1943) és una ex-jugadora d'handbol àzeri que va competir sota bandera soviètica durant les dècades de 1970 i 1980.
El 1976 va prendre part en els Jocs Olímpics de Mont-real, on guanyà la medalla d'or en la competició d'handbol. A nivell de clubs jugà al Spartak de Bakú, equip amb el què fou fins a set vegades subcampiona de la lliga soviètica.